# فالفيل أوري
كان فالفيل أوري ملكًا من التاميل ورامي سهام ماهرًا،  حكم منطقة كولي هيلز في تاميل نادو الحالية. لقد كان أحد التاميل கடாய் எழு வள்ளல் (ترجمة "آخر سبعة رعاة").  سياسيًا كان متحالفًا مع تشولا وحارب ضد تشيراس و الماليامان ثيرومودي كاري .  تدعي الأسطورة أنه هُزم وقتل على يد كاري الرمح الجميل، سيد مولور، الذي أعطى بعد ذلك تلال كولي إلى قبيلة تشيراس .  قُتل كاري لاحقًا على يد ملك تشولا كيليفالافان . 